# ネクトリド目
ネクトリド目（ネクトリドもく、学名 : Nectridea）は石炭紀後期からペルム紀前期（約2億6000-3億4000年前）（細竜目とほぼ同時期）に北米とヨーロッパ、北アフリカに生息していた空椎亜綱に属する水生の絶滅両生類のグループ。

## 特徴
全長は多くは10-50センチメートル程度。例外的にディプロカウルスだけが1メートルに達していた。
外見は現生の水生有尾目に非常に類似し、小さな四肢と比較的短い胴、縦に平たい泳ぎに適した長い尾を持つ。
椎骨は欠脚目と同じく化骨中心が一つしかない全椎型(holospondyl)といわれるもので、15-26個あった。尾椎骨は非常に特徴的で、神経弓と血管弓が拡張して対称形になり、双頭の斧の頭のような形になっている。これによって尾は強力なヒレ状になり、高い遊泳力を得たと思われる。
頭骨は空椎亜綱のなかではもっとも迷歯亜綱に近く、初期の種では炭竜目とよく似ていたが、後期になると分椎目のように扁平化し、可動関節を失い、口蓋に空間が発達するようになった。これは平行進化の結果と考えられている。

## 系統
細竜目・欠脚目といっしょに空椎亜綱に分類されているが、実際に進化上の近縁関係があるのか、単に体が小さいことから来る平行進化の結果なのかははっきりしない。
かつては外見上の類似から現生両生類の有尾目の祖先であると考える説もあったが、最近では力を持っていない。

## 下位分類
- ネクトリド目Nectridae
  - アリゾネルペトンArizonerpeton
  - スキンコサウルス科 Scincosauridae
    - サウラヴスSauravus
    - スキンコサウルスScincosaurus

  - ケラテルペトン科 Keraterpetontidae
    - バトラキデルペトンBatrachiderpeton
    - ケラテルペトンKeraterpeton
    - ディケラトサウルスDiceratosaurus
    - ディプロカウルスDiplocaulus

  - ウロコルディルス科 Urocordylidae
    - ウロコルディルス亜科 Urocordylinae 
      - ウロコルディルスUrocordylus
      - キテネルペトンCtenerpeton
      - プティオニウスPtyonius

    - サウリプレウラ亜科 Sauripleurinae
      - サウリプレウラSauropleura
      - レプテルペトンLepterpeton
      - モンテケリアMontcellia
      - クロッソテロスCrossotelos